# Idaea episticta
Idaea episticta là một loài bướm đêm trong họ Geometridae.